# Павлицево (Новгородская область)
Па́влицево — деревня в Ореховском сельском поселении Мошенского района Новгородской области России.

## География
Расположена на юге района недалеко от административной границы с Тверской областью у реки Кобылиха. Ближайшие населённые пункты: деревни Жерновки и Высокое, а также упразднённые в 2012 году населённые пункты
Нивка, Ореховка, Смолины

## История
До 12 апреля 2010 года входила в состав упразднённого Дубишкинского сельского поселения.

## Население
| 2010 |
| ---- |
| 2    |

## Инфраструктура
Было личное подсобное хозяйство.

## Транспорт
Просёлочная дорога.

### Топографические карты
- Лист карты O-36-71 Ореховно. Масштаб: 1 : 100 000. Состояние местности на 1982 год. Издание 1986 г.
- Лист карты O-36-XVIII Пестово. Масштаб: 1 : 200 000. Состояние местности на 1982 год. Издание 1988 г.